# 藤田弘之
藤田 弘之（ふじた ひろゆき、1974年1月26日 - ）は、広島ローカルタレント、リポーター、YouTuber。広島県福山市出身。

## 概要
広島県立福山葦陽高等学校出身、桃山学院大学卒業。広島県福山市在住。関西で芸人修行の後、出身地の福山市に戻ってタレント活動開始。7年間はRCCラジオの備後ラジオカーのキャスタードライバーとして、主に生放送ラジオ番組のリポーターとして備後地区（広島県東部）を担当。
2004年からは平日昼に放送されていた『道盛浩のバリシャキNOW』のサブパーソナリティ（月-木）をしていたが、出演のために毎回ローズライナーで広島市の中国放送本社まで通勤していた。前述のラジオ番組内で、ある日最終便のローズライナーに乗車しようとしたが、運転手が気付かず通過してしまい、続いてきた福山に向かう回送便にも乗車拒否をされ、一晩サウナで過ごした体験を話したことがある。
また、山陽自動車道の事故により、ローズライナーが国道2号へ迂回のため大幅に遅れ、番組に遅刻した事もある。
この当時は桑原しおりがパーソナリティの『桑原しおりの基町こまち』のエンディングで普段は道盛・藤田とのクロストークをしているが，この日は前述の理由で道盛のみが受け応えをする異常事態であった。
2012年3月21日の放送回では「バリシャキのなう」のテーマとしてWikipediaが取り上げられ、辞書などと違い必ずしも正確な情報ソースであるとは限らない一例としてこの項が取り上げられた。
2016年3月21日、2016カープフェスティバル鯉祭りの9人キャッチボールでファーストを務めた。
好きな言葉は「泣いて馬謖を斬る」。

## 出演

### ラジオ
- 藤田弘之のみはら情報局ラジオ（2018年5月5日 - 、FMみはら87.4MHz）毎週金曜15:00-17:00[6]
- まるっと日常ワイド えんまん。（2024年4月1日 - 、RCCラジオ）

過去の出演
- バリシャキNOW（2004年 - 2024年3月28日、RCCラジオ）月曜-木曜ごご3：00-5：00
- 小林克也のNo.1 RADIO（RCCラジオ）毎年11月下旬、中継リポーター
- 広島城  三の丸オープン記念  　総大将・横山雄二、武者行列だ!エイエイオー!!（2025年3月29日、RCCラジオ）

## イベント
- 藤田弘之と行く、磐梯山周辺の旅（2014年5月30日 - 6月1日）
- 令和5年度 福山葦陽同窓会総会・懇親会（2023年6月18日、福山ニューキャッスルホテル 3階 光耀の間）母校後輩の杉原杏璃と講演